# Corrado Fabi

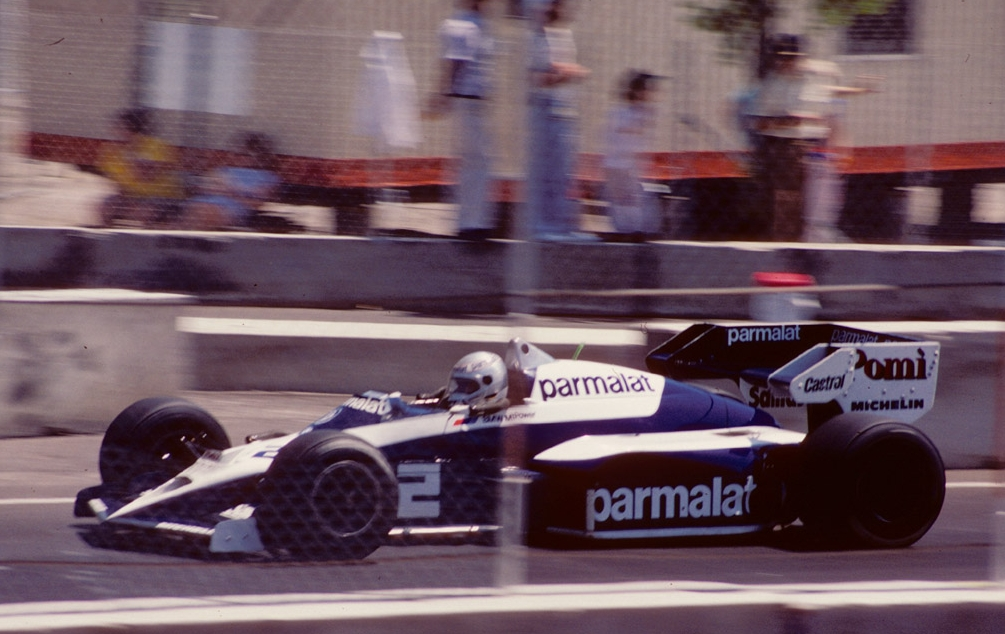
Fabi in actie in Dalles, 1984

Corrado Fabi (Milaan, 12 april 1961) is een voormalig autocoureur uit Italië. Hij startte begin jaren tachtig twaalf keer in een Formule 1-wedstrijd. Corrado is de jongere broer van Teo Fabi, die ook autocoureur is.
De ouders van Corrado Fabi had veel geld verdiend als aandeelhouders van mijnen waardoor Corrado en zijn broer al vanaf jonge leeftijd aan allerlei sporten deelnamen. In 1970 stapte Corrado als eerste over naar de autosport toen hij ging karten. In 1975 vormden de broers samen met twee anderen het Italiaanse team bij het Europees karting kampioenschap. Halverwege het seizoen hadden het team een gigantische voorsprong opgebouwd toen Corrado door de officials werd uitgesloten van deelname omdat hij nog veel te jong was. Desondanks won het Italiaanse team het kampioenschap. De carrière van Corrado Fabi ging in de jaren erna in een rechte lijn omhoog en in 1982 won hij het Formule 2-kampioenschap. Destijds werd hij gezien als een van de grootste talenten van de jaren tachtig en iemand die gezichtsbepalend voor de Formule 1 kon worden.
Voor het seizoen 1983 richtte hij zich ook op de Formule 1 maar hij kon slechts een plekje vinden bij het achterhoede-team van Osella. Voor Fabi was dit een compleet nieuwe ervaring aangezien hij in andere raceklassen altijd bij de snelsten had gehoord. Het werd een moeizaam jaar voor hem en hij haalde slechts een keer de finish en werd nog een keer geklasseerd toen hij al uitgevallen was. Verder kwalificeerde hij zich zes keer niet. Fabi vertrok bij Osella maar kon aanvankelijk voor 1984 geen zitje vinden. Hij werd toen geholpen doordat zijn broer Teo zowel in de Formule 1 als de IndyCar startte en die kalenders overlapten elkaar soms. Daardoor mocht Corrado enkele malen instappen in de Brabham van zijn broer als deze verplichtingen had in de Verenigde Staten. Zijn beste resultaat behaalde hij tijdens de Grand Prix in Dallas waar hij zevende werd. In totaal startte Corrado drie keer voor Brabham in 1984.
Aan het eind van het seizoen kwam Corrado nog uit in de IndyCar, opnieuw in de plaats van zijn broer, maar zijn veelbelovende carrière stond stil. Toen zijn vader eind 1984 overleed nam Corrado zijn plek in bij diens bedrijf en stopte op 23-jarige leeftijd met autoracen, hoewel hij in 1987 nog enkele weinig succesvolle races reed in de Formule 3000.